# Poselství ze Stínadel
Poselství ze Stínadel je kniha Josefa Červinky – Grifina z 80. let 20. století. Jedná se o jeden z pokusů navázat na stínadelskou trilogii Jaroslava Foglara.

## Okolnosti vzniku Grifinovy knihy
Původní verze knihy byla napsána ještě před tím, než vyšlo Tajemství Velkého Vonta. Po jeho přečtení autor Poselství přepsal a učinil z něj tzv. 4. díl stínadelské trilogie. Samotný Jaroslav Foglar se ještě před smrtí pokusil napsat svůj vlastní finální příběh, pracovně označovaný Budou se Stínadla bourat? nebo také Kdo byl Jan Tleskač?

## Příběh
Příběh začíná tím, že se Rychlé šípy ze zašifrované zprávy Otakara Losny dozvědí, že mu byl ukraden hlavolam Ježek v kleci. Pustí se tedy do pátrání po zloději a například zjistí, jak to bylo s Janem Tleskačem. Bojují proti „smrtce“ a komínem utečou z uzavřené místnosti, kde je bomba.

## Vydání
Kniha vyšla v roce 2020 v nakladadatelství Albatros.

## Filmová adaptace
Podle románu byl roku 1996 natočen stejnojmenný amatérský film Karla Hrivňáka – Eskalíka o 153 minutách. Vedle toho, že jde o jeden z dalších originálních pokusů o zobrazení Stínadel, je film zajímavý také tím, že se na jeho vzniku podíleli téměř výhradně bývalí členové vontských organizací z přelomu 80. a 90. let 20. století.